# Ingvar Storm
Carl Ingvar Olofsson Storm, född 12 januari 1951 i Sigtuna, är en svensk radioman.

## Verksamhet

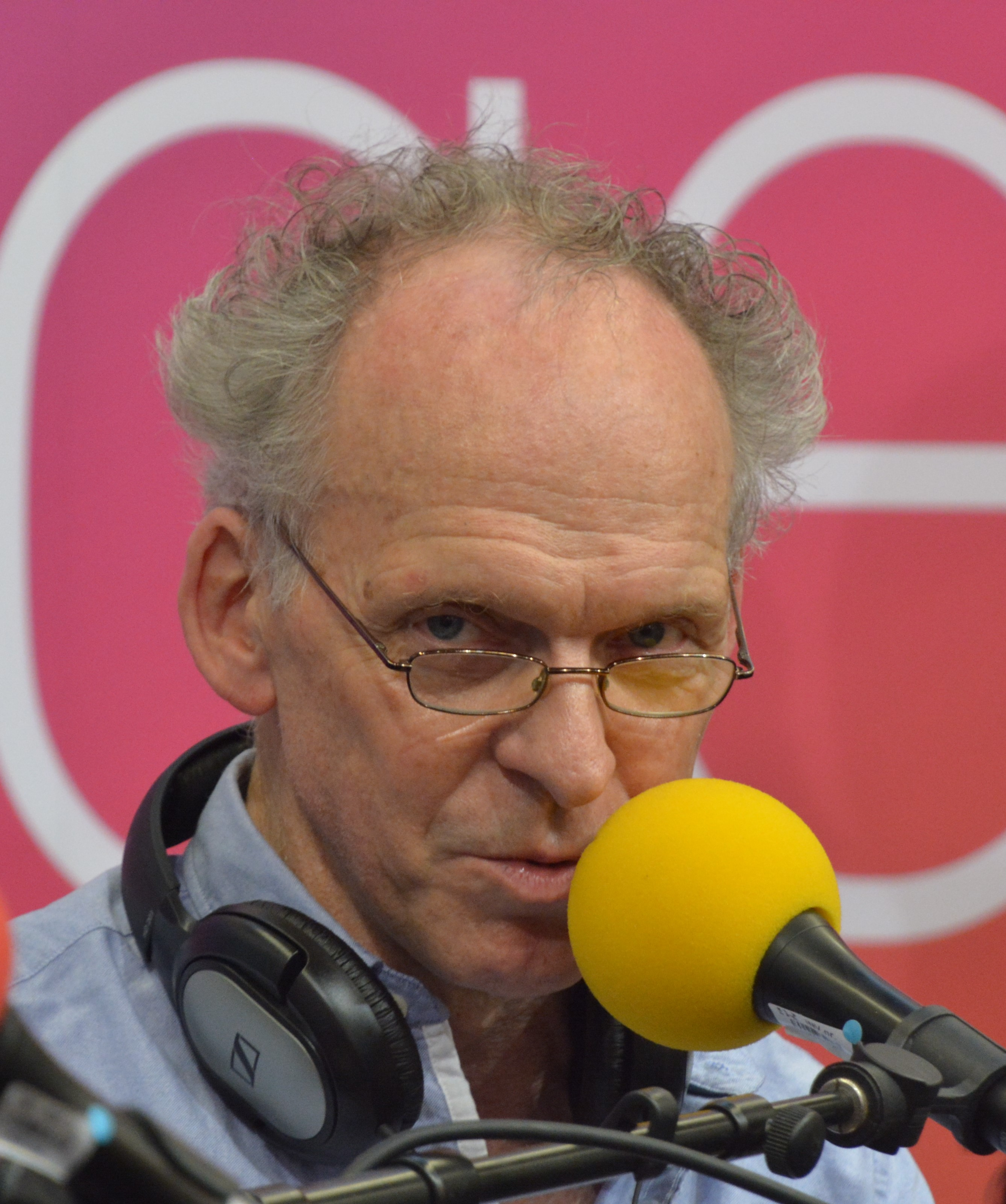
Ingvar Storm på Bok- och biblioteksmässan i Göteborg 2016.

Storm studerade konsthistoria, pedagogik och filmkunskap vid Stockholms universitet under början av 1970-talet, och gick därefter Dramatiska Institutets radiolinje, med examen 1976. Efter några frilansår började han sedan arbeta på Sveriges Radio.
Han blev 1982 programledare för Metropol tillsammans med Niklas Levy. Efter att Metropol lades ned 1991 blev Storm programledare för radioprogrammet Arena. Med Levy gjorde han också Storm och Levy som sändes på fredageftermiddagarna från januari 1993 fram till oktober samma år när Levy sade upp sig. Duon ledde också Grammisgalan 1992.
Mellan 1988 och 2023 ledde han programmet Spanarna i Sveriges Radio P1. Sitt sista program sände han på midsommarafton 2023. Från 1995 till 2018 ledde han även humorprogrammet På minuten. För TV har han lett kulturmagasinet Kobra under första säsongen år 2001 och presenterat flera Grammisgalor. Han har också gjort en serie radioprogram, Svenska utflykter.